# Julius Vogel (Mediziner)
Karl Julius Vogel (* 25. Juni 1814 in Wunsiedel; † 7. November 1880 in Halle an der Saale) war ein deutscher Internist und Pathologe.

## Leben
Julius Vogel wurde am 25. Juni 1814 in Wunsiedel als Sohn eines Advokaten geboren. Er wurde auf einer deutsch-lateinischen Schule seiner Vaterstadt vorgebildet und besuchte 1827 das Bayreuther Gymnasium. Zwei Jahre darauf tätigte er mit einem seiner Lehrer eine Reise durch Tirol, Salzburg und Kärnten. Dies war als Form der Anerkennung zu verstehen, trotzdem wollten Vogels Eltern, dass er später Kaufmann werden sollte. Aus diesem Grunde musste er das Gymnasium 16-jährig verlassen. In der folgenden Zeit bildete er sich kaufmännisch in Wunsiedel, Leipzig, wo er außerdem an der Universität Vorlesungen hörte, und Hamburg. Danach kehrte er nach Wunsiedel zurück und wirkte als Kaufmann, wobei er nebenbei alte und neue Sprachen sowie Chemie studierte. Ab 1832 war er in Hamburg Kaufmann, entschied sich aber in diesem Jahr um und besuchte wieder das Gymnasium in Bayreuth.
1833 schließlich bezog Vogel die Universität München zum Medizinstudium. Das Studium schloss er drei Jahre später ab und 1838 wurde er zum Doktor der Medizin promoviert. Für kurze Zeit war er danach wieder in Wunsiedel, besuchte dann aber die Universität Erlangen. Außerdem machte er eine Forschungsreise durch Berlin, Hamburg, Gießen und Paris.
An der Universität München wurde er 1840 für Pathologie habilitiert. Danach wirkte er als Privatdozent, bis er 1842 zum außerordentlichen Professor für pathologische Anatomie in Göttingen ernannt wurde. Zudem wurde er Subrektor des dortigen, von Rudolf Wagner neu gegründeten Physiologischen Instituts. Im Jahr 1846 wechselte er als ordentlicher Professor für Pathologie an die Universität Gießen. Spezielle Pathologie und Therapie lehrte er als Professor seit 1855 an der Universität Halle. Außerdem wurde er Direktor der Inneren Klinik. Diese Stelle gab er 1861 an Theodor Weber aus gesundheitlichen Gründen und da er sich lieber der theoretischen Medizin widmete ab. Fortan lehrte er auch nur noch pathologische Anatomie. Wegen eines Herzleidens gab Vogel auch diese Professur später ab an Theodor Ackermann. Damit blieb er aber nicht der Universität fern, sondern hielt unregelmäßig Vorlesungen. Außerdem war er Senior der medizinischen Fakultät. 
Ab 1864 wurde Julius Vogel durch seine Schrift "Korpulenz" einer der meistgelesenen Mediziner seiner Zeit. Bis 1867 erreichte die populäre Darstellung der Banting-Diät zehn, bis 1922 insgesamt 25 Auflagen. Vogel übersetzte Bantings "Letter on Corpulence", gab zugleich aber einen für deutsche Verhältnisse angepassten Speisezettel dieser "low-carb"-Diät. Zugleich erklärte deren Wirksamkeit in verständlicher Weise, wurde damit zu einem Wegbereiter moderner wissenschaftlicher Diäten.
Vogel starb infolge eines Herzinfarktes am 7. November 1880 in Halle. Er zählte zu den wichtigsten deutschen Pathologen im Zeitraum zwischen 1830 und 1850, wurde in späteren Jahren aber zugleich ein wichtiger Popularisator der Liebigschen Stoffwechselphysiologie und einer physiologischen Heilkunde.

## Schriften (Auswahl)
- Prodromus disquisitionis sputorum in variis morbis excretorum continens sputorum elementa chemica et microscopica (Dissertation, 1836)
- Physiologisch-pathologische Untersuchungen über Eiter, Eiterung und die damit verwandten Vorgänge. J. J. Palm & Ernst Enke, Erlangen 1838 (Digitalisat im Internet Archive)
- Über den gegenwärtigen Zustand der Physiologie (1840)
- Beiträge zur Kenntniß der Säfte und Excrete des menschlichen Körpers im gesunden und kranken Zustande. Erster Band: Anleitung zum Gebrauch des Mikroskopes zur zoochemischen Analyse und zur mikroskopisch-chemischen Untersuchung überhaupt. Leopold Voss, Leipzig 1841 (Google Books)
- Erläuterungstafeln zur pathologischen Histologie mit vorzüglicher Rücksicht auf sein Handbuch der pathologischen Anatomie. Leopold Voß, Leipzig 1843 (Digitalisat im Internet Archive)
- Pathologische Anatomie des menschlichen Körpers. Leopold Voß, Leipzig 1845 (Digitalisat im Internet Archive)
- Ueber die Gesetze, nach welchen die Mischung von Flüssigkeiten und ihr Eindringen in permeable Substanzen erfolgt. In: Göttinger Studien, 1845, Vandenhoeck und Ruprecht, Göttingen 1846 (Digitalisat im Internet Archive)
- Störungen der Blutmischung. In: Rudolf Virchow: Handbuch der speciellen Pathologie und Therapie, Ferdinand Enke, Erlangen 1854, urn:nbn:de:bvb:12-bsb10475228-1
- mit Carl Neubauer: Anleitung zur qualitativen und quantitativen Analyse des  Harns. Zweite Auflage, Kreidel & Niedner, Wiesbaden 1856 (Digitalisat im Internet Archive)
- Die Krankheiten der harnbereitenden Organe. In: Rudolph Virchow (Hrsg.): Handbuch der speziellen Pathologie und Therapie. Band VI,2. Erlangen 1856–1865.
- Korpulenz. Ihre Ursachen, Verhütung und Heilung durch einfache diätische Mittel. Mit Benutzung der Erfahrungen von William Banting. Ludwig Denicke, Leipzig 1864 (Digitalisat im Internet Archive)
- Das Mikroskop: ein Mittel der Belehrung und Unterhaltung für Jedermann sowie des Gewinns für Diese. Ludwig Denicke, Leipzig 1867 (Digitalisat im Internet Archive)
- Lebenskunst. Anleitung sich körperlich und geistig gesund zu erhalten. Ludwig Denicke, Leipzig 1868 (Digitalisat im Internet Archive)